# Підпригорщук Микола Володимирович
Микола Володимирович Підпригорщук (21 жовтня 1912, село Журбинці, тепер Козятинського району Вінницької області — ?) — український історик, колишній директор Дрогобицького державного педагогічного інституту імені Івана Франка. Кандидат історичних наук (1954), доцент (1960).

## Біографія
Народився у селянській родині. У 1929—1932 р. — студент шкільного відділу Бердичівського педагогічного технікуму.
У липні 1932 — лютому 1933 р. — директор семирічної школи села Іванківці Бердичівського району Київської області. У березні 1933 — серпні 1934 р. — інспектор Бердичівського міського відділу народної освіти і за сумісництвом лектор Бердичівського педагогічного технікуму.
У вересні 1934 — червні 1939 р. — студент історичного факультету Київського державного університету імені Тараса Шевченка. У період здобуття освіти працював лектором технікуму народного господарства у місті Києві.
Член ВКП(б) з 1937 року.
У 1939—1941 р. — заступник директора з наукової і навчальної роботи Тульчинського учительського інституту Вінницької області.
З серпня 1941 до 1946 року — в Червоній армії, учасник німецько-радянської війни. З червня 1942 року служив старшим інструктором політичного відділу 51-ї гвардійської стрілецької дивізії 21-ї армії Донського фронту, старшим інструктором 7-го відділення (по роботі серед військ противника) політичного відділу 6-ї гвардійської армії.
У червні 1946 — червні 1948 р. — заступник директора з науково-навчальної частини, а у червні 1948 — серпні 1950 р. — директор Чернігівського учительського інституту Чернігівської області. За сумісництвом з 1 вересня 1947 року до 5 серпня 1950 року виконував обов'язки завідувача кафедри історії Чернігівського учительського інституту.
У серпні 1950—1960 р. — директор Дрогобицького учительського (педагогічного) інституту імені Івана Франка Дрогобицької області.
У 1954 році захистив кандидатську дисертацію «Підвищення матеріального і духовного рівня робітничого класу Західних областей Української РСР в післявоєнний період». Брав активну участь в об'єднанні Львівського педагогічного інституту із Дрогобицьким у 1959—1960 роках.
Під його редакцією вперше видані «Наукові записки» Дрогобицького педагогічного інституту. На час роботи в інституті був автором 7 наукових праць. Неодноразово обирався депутатом Дрогобицької міської Ради. З 1952 року очолював Дрогобицьке обласне відділення Товариства з розповсюдження політичних та наукових знань.
У 1960 році переїхав до міста Києва.

## Звання
- гвардії капітан
- гвардії майор

## Нагороди
- два ордени Вітчизняної війни ІІ-го ст. (25.11.1944, 2.07.1945)
- орден Червоної Зірки (8.01.1943)
- медаль «За оборону Сталинграда» (1944)
- медаль «За победу над Германией в Великой Отечественной войне 1941–1945 гг» (1945)
- медалі